# Fuertes de Santoña
La situación geográfica de la ciudad de Santoña (España) con su Monte Buciero se consideraba desde antiguo privilegiada como posición estratégica para impedir el acceso a la bahía. Sin embargo, desde el siglo XVI ya se tenía conciencia de lo mal protegida que estaba la plaza pese a su incomparable situación. Pasaron los siglos XVII y XVIII y Santoña y toda la bahía seguían en la misma situación de desprotección militar, pues aunque hubo planteamiento en varias ocasiones de hacer obras de fortificación, nunca se llevaban a cabo, con gran preocupación de la población civil que veía la facilidad con que su ciudad era invadida y arrasada una y otra vez por la Armada francesa.
En 1992 se declararon Bien de Interés Cultural con categoría de monumento, los siguientes fuertes y baterías:
- Fuerte del Mazo
- Fuerte de San Martín
- Fuerte de San Carlos
- Batería Alta de San Martín
- Batería Baja de Galbanes
- Batería de San Felipe

Este conjunto está declarado como Lugar Cultural.

## Contexto histórico
En 1635 Francia declaró la guerra a España y a partir de esa fecha toda la costa cantábrica sufrió múltiples ataques. En 1639 la Armada francesa al mando del almirante Henri d’Escombleau de Sourdis, arzobispo de Burdeos, llegó a las cercanías de Santoña, fondeando algunos barcos junto a la peña de El Fraile mientras las chalupas se adentraban en la bahía en busca de agua dulce. Los españoles apenas contaban con un pequeño número de defensores voluntarios y unas ridículas estructuras militares en San Martín. La resistencia fue mínima tanto desde el Puntal (en Laredo) como desde el Pasaje (en Santoña). Éste fue el mayor ataque enemigo en la historia de esta villa. A partir de entonces se empezó a renovar el sistema defensivo y en 1689 ya estaban construidos los fuertes de San Martín y San Carlos que protegían la entrada a la bahía.
Sin embargo, el istmo formado por la playa de Berria apenas tenía la defensa de dos baterías llamadas San Miguel y Nuestra Señora, colocadas en sendos promontorios de arena. Tal desamparo dio lugar a la entrada de las tropas francesas, que de nuevo lo hicieron en 1719. La expedición anglo-francesa llegó por mar hasta la playa de Berria, cañonearon las débiles baterías que allí se encontraban y, al mando del caballero Quire (o Guiry), penetraron sin encontrar resistencia y llegaron hasta el monte de Santoña, bajando desde allí a la villa y llegando al puerto para cumplir con su cometido, que era el de quemar y destruir los navíos en construcción y la madera de reserva, además de hacer botín de todo aquello que tuviera algún valor, entre otras cosas 50 cañones en activo.
A pesar de estos desastres, la plaza de Santoña no se fortificó debidamente. Paradójicamente, fueron los propios franceses del ejército de Napoleón los que construyeron por el norte los fuertes llamados Imperial (o de Napoleón) y fuerte del Mazo. Tras el ataque anglo-francés de 1719 se habilitaron en la costa santoñesa algunas baterías, con centinelas permanentes en la batería de San Felipe (al sur del faro del Caballo).
A principios del siglo XIX Santoña se vio invadida por el ejército de Napoleón. Los franceses ocuparon las fortificaciones ya existentes y construyeron alrededor del casco urbano una línea de trincheras con aspilleras. Marie François Auguste de Caffarelli du Falga, conde de Cafarelli, General Jefe del Ejército Francés en el Norte de España, supo ver con claridad que Santoña bien fortificada podía ser una plaza militar inexpugnable. Así se lo comunicó a Napoleón, que al momento dio el visto bueno para la ejecución de las obras necesarias para defensa, sin reparar en gastos. En la Plaza se quedaron 1000 hombres como guarnición.

## Los fuertes
Los tres principales fuertes de Santoña han sido reconstruidos y recuperados para diversas actividades. Están protegidos por la ley del Patrimonio de Cantabria.

### Fuerte de Napoleón
Declarado monumento histórico. Llamado anteriormente fuerte de Mazo. Se encuentra protegiendo la parte norte de la población. Es más pequeño que los de San Martín y de San Carlos. Fue construido con la piedra que se extrajo para hacer la explanación del risco. Tiene una estructura amurallada rectangular. Se conservan también las ruinas de dos edificios que servían como alojamiento de los oficiales y de la tropa y un emplazamiento artillero conocido como Batería Rouget, erigida en 1811 por orden expresa de Napoleón. Se conserva la garita de vigilancia, única de esta época en Cantabria. Desde este lugar estratégico se dominaba y protegía todo el arenal de la playa de Berria. Este fuerte nunca fue terminado. Se trataba de una gran obra sólida, con varios edificios, construida bajo la supervisión del conde de Cafarelli, que fue comandante general de las tropas de Napoleón en el norte de España. Tomó la plaza de Santoña y para proteger la parte norte y la playa de Berria mandó construir este fuerte.

### Fuerte de San Carlos

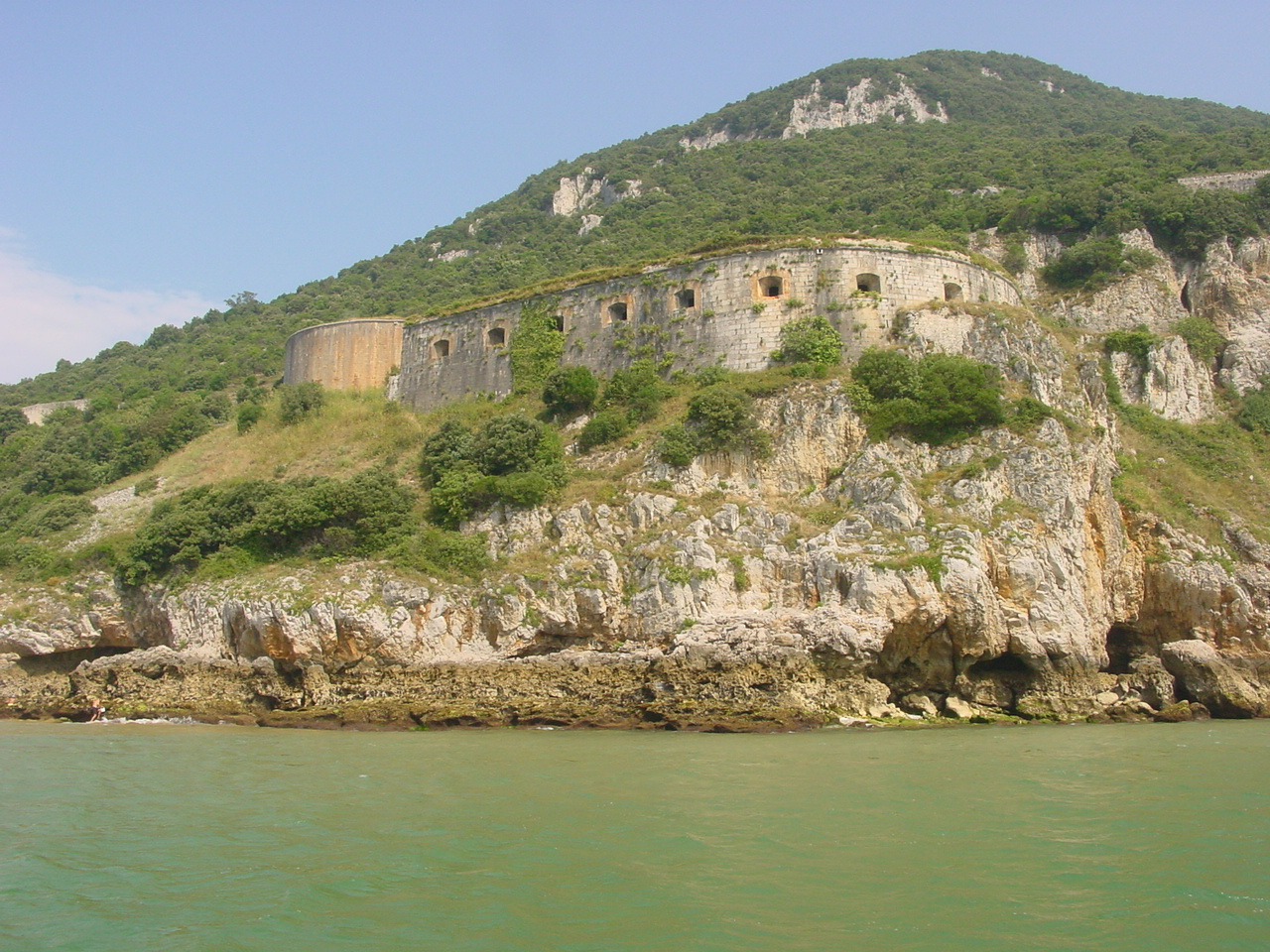
Fuerte de San Carlos

Declarado monumento histórico. Está situado en la falda del monte y suponía la primera barrera para la entrada a la bahía. Su estructura está dividida en dos niveles. La parte de abajo está construida con sillares de piedra caliza. Tiene una galería corrida, en forma de ele, con vanos abocinados especialmente pensados para las armas de artillería. Sobre esta parte hay una terraza muy amplia donde se encontraban los cañones. En el nivel superior se conservan todavía algunos edificios rectangulares utilizados para vivienda, uno de ellos probablemente era un polvorín.
En 1688, el santoñés Juan de Maeda propuso a la Corona reconstruir a su costa el punto militar llamado La Torrecilla para convertirlo en castillo o fuerte. Una vez obtenido el permiso se hicieron las obras y la fortificación pasó a llamarse San Carlos, como homenaje al rey Carlos II. Por su parte el monarca nombró al alcalde del fuerte y a su teniente con el título de castellanos y gobernadores del castillo de San Carlos, que ya lo eran también del fuerte de San Martín.
En 1960, la Junta Central de Acuartelamiento del Ramo de Guerra sacó a subasta el fuerte de San Carlos, que fue adquirido por la familia Crespo en abril de 1963. A partir de 1986 comenzó la recuperación de las fortificaciones para el Parque Cultural Monte Buciero del Plan de Excelencia Turística. Unas estaban en manos de particulares y otras adaptadas a viviendas para gente necesitada. La batería del Águila, en el norte, había sido adquirida en octubre de 1964 por Luis Rebolledo López.

### Fuerte de San Martín

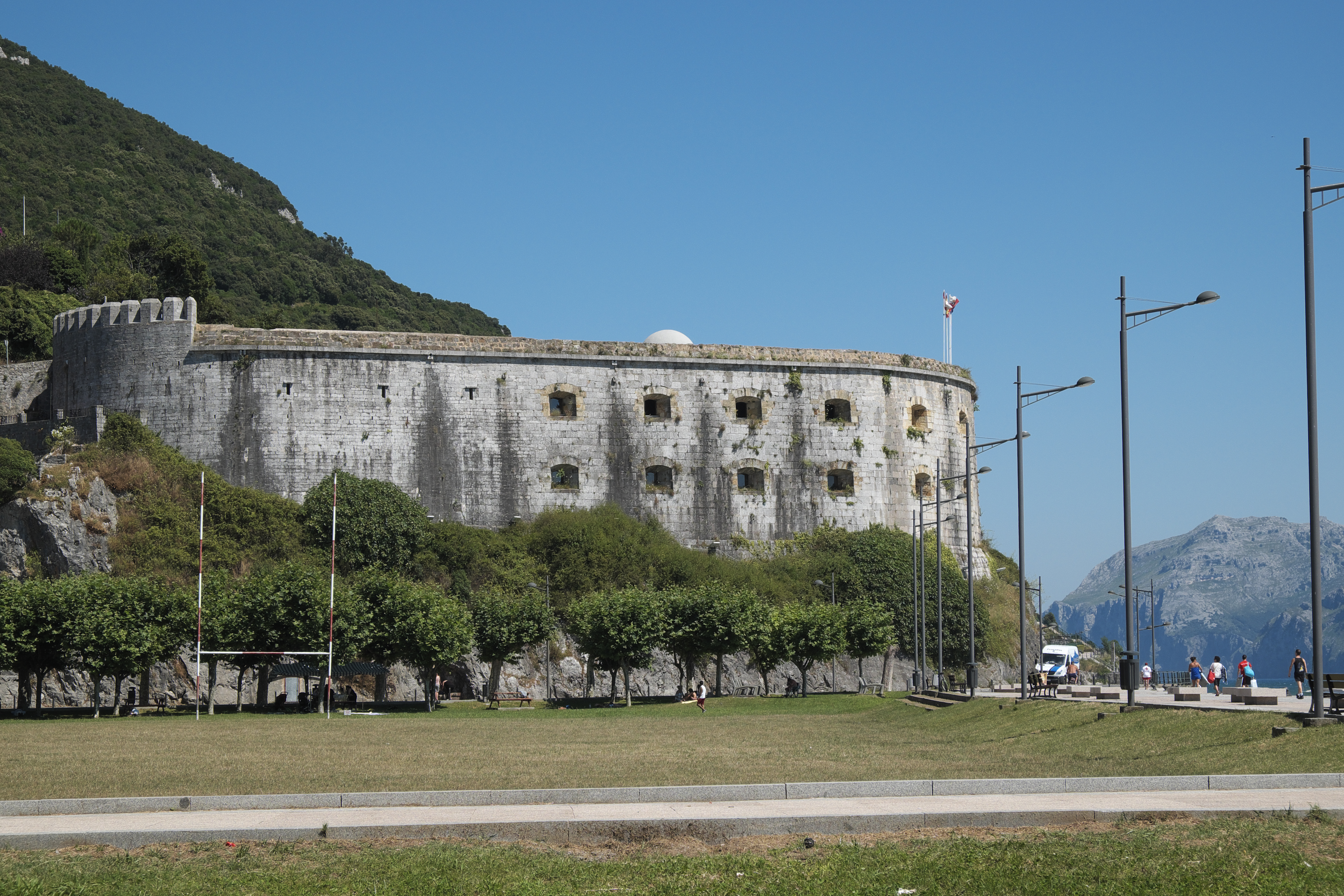
Fuerte de San Martín

Declarado monumento histórico. Fue la segunda barrera de fuego, en la falda del Buciero. Construido en forma de uve, con dos pisos superpuestos que se comunicaban por una escalera de caracol interior. Se conserva todavía un edificio exento que se conoce como casa de oficiales. El fuerte está construido con grandes sillares de piedra arenisca por el frente sur y de caliza por el frente oeste. Actualmente es propiedad del Ayuntamiento de Santoña. Está reconstruido y rehabilitado para Centro Cultural y para sede de la Escuela-Taller de rehabilitación del Patrimonio.
Al menos desde septiembre de 1937 hasta noviembre de 1939 fue empleado como campo de concentración de prisioneros republicanos tras la caída del País Vasco, primero, y de Cantabria, después, en manos franquistas. Desde finales de 1939 continuó desempeñando esta función de represión política de detenidos, aunque cambió su denominación a «Campo de Corrección».
En 1986, cuando se iban recuperando los fuertes, se rehabilitó el de San Martín para dedicarlo a sede de Escuela Taller. A su vez esta Escuela intervino en la restauración del fuerte de Mazo, cuyas obras terminaron en el año 2000. En mayo de 2008 se hizo un proyecto de rehabilitación para convertirlo en museo de recursos naturales y arquitectónicos del monte Buciero. El mismo taller intervino en la limpieza, restauración y consolidación de las fachadas y accesos del fuerte de San Martín, de la batería Galbanes y de la batería de San Martín Alto, terminando las obras antes del verano de 2008.

## Las baterías

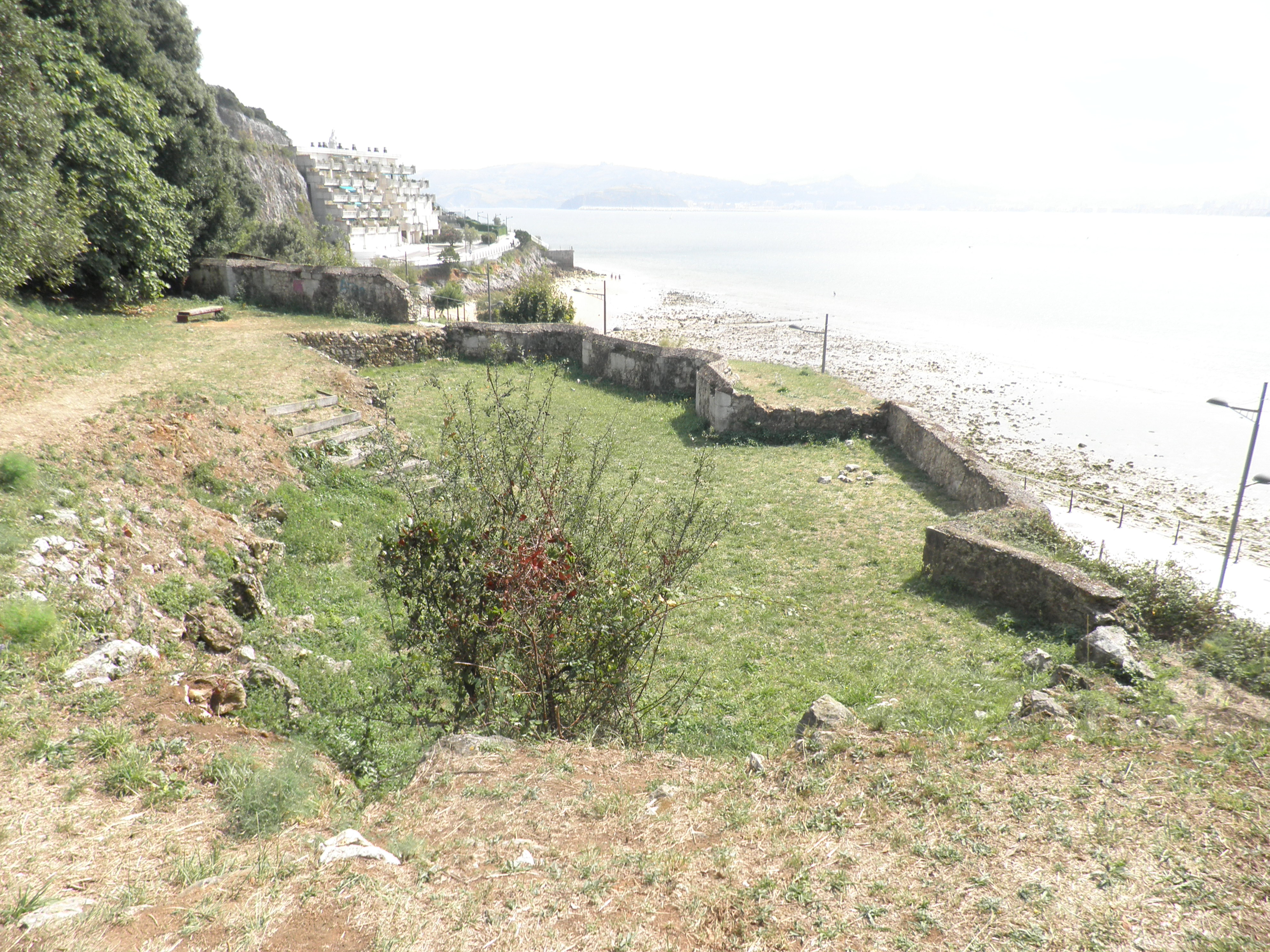
Batería baja de Galbanes, declarada BIC. Levantada entre 1811 y 1812, reconstruida en 1859.
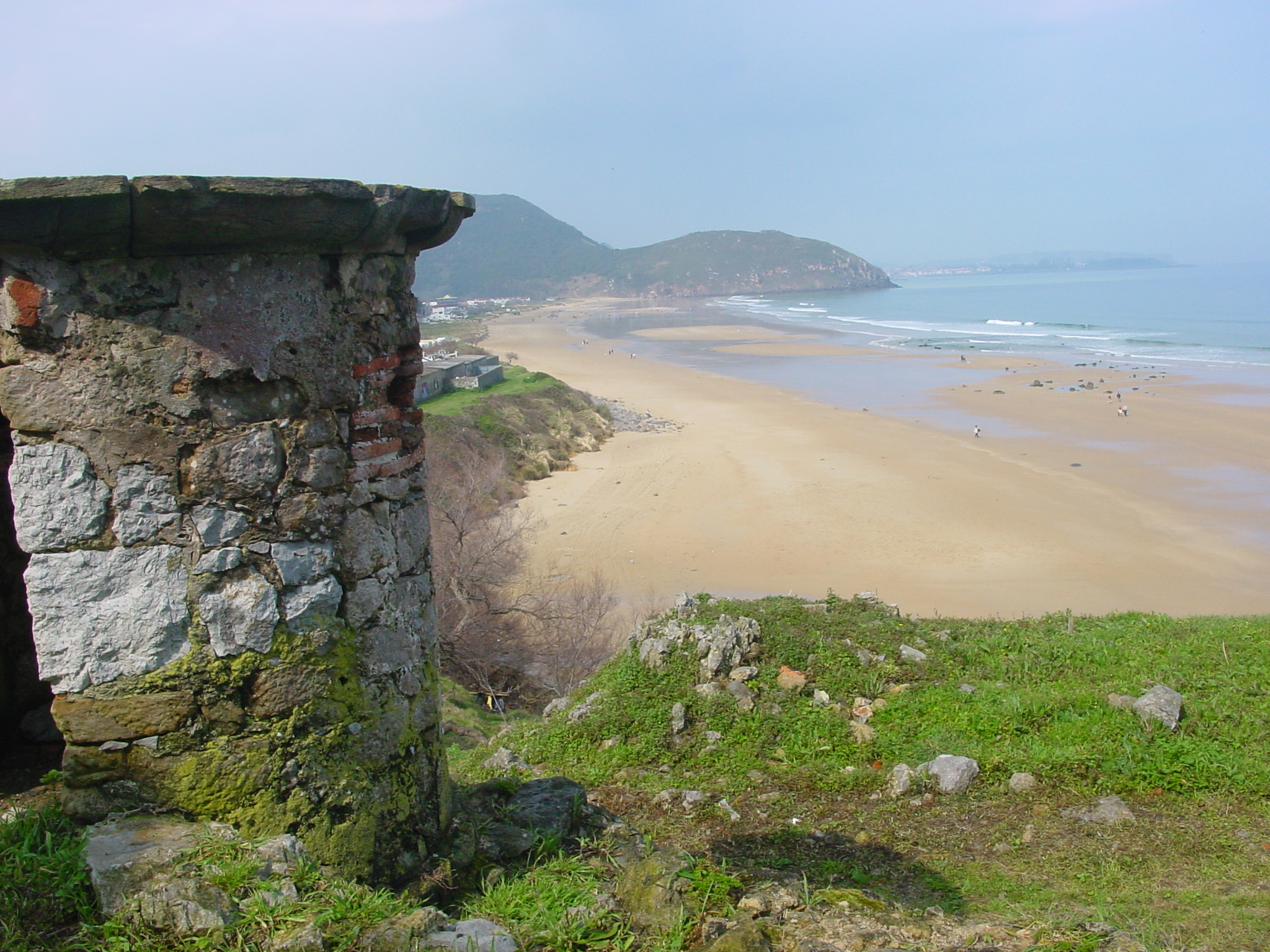
Batería Rouget o de la Cueva, erigida en 1811 por orden expresa de Napoleón. Garita de vigilancia, única de esta época en Cantabria.
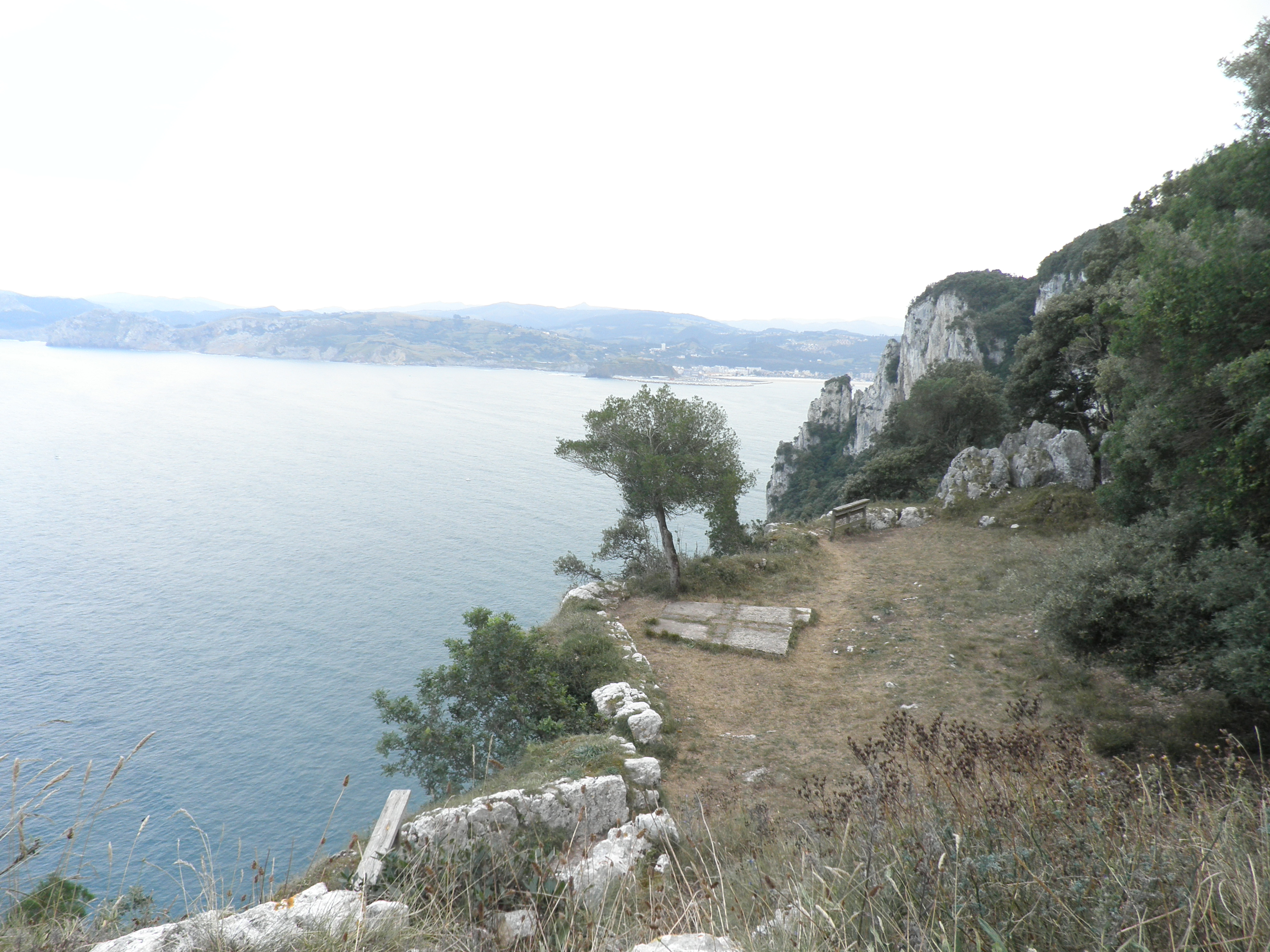
Batería de San Felipe. Construida en 1741, tenía una guarnición permanente de 20 soldados.

Batería del Águila
Batería de Buenavista